# Milan Grygar
Milan Grygar (* 24. října 1926 Zvolen) je český malíř a umělec. V roce 2013 obdržel cenu ministerstva kultury za přínos v oblasti výtvarného umění. Stejnou cenu získala o sedm let později jeho manželka Květa Pacovská.

## Život
Narodil se 24. října roku 1926 ve slovenském městě Zvolen. O umění se začal zajímat již v dětství a svůj první obraz namaloval ve věku dvanácti let. Za války začal navštěvovat brněnskou Školu uměleckých řemesel. Mezi lety 1945 až 1950 studoval na Vysoké škole uměleckoprůmyslové v Praze, kde ho vyučovali čeští malíři a profesoři Josef Novák a Emil Filla.
V dobách své rané tvorby se věnoval abstraktní malbě. Postupem času se začal věnovat lineárním a akustickým kresbám. Namaloval i několik filmových plakátů. Od roku 1965 se začal věnovat akustickým kresbám, ve kterých mísil kresby společně se zvukem.
Jeho tvorba byla kromě české Prahy vystavována i ve Francii, v Německu, v Japonsku nebo v Polsku.
V roce 2013 mu byla udělena cena ministerstva kultury za přínos v oblasti výtvarného umění.
České vydavatelství Supraphon vydalo dvě desky Grygarových akustických kreseb.
Jeho celoživotní partnerkou a později manželkou byla česká malířka, sochařka a pedagožka Květa Pacovská. Syn Štěpán je fotograf a syn Ondřej se věnuje grafice.

## Výroky
On byl velká osobnost. Člověk ho ani nemusel brát jako nějakého vychovatele umění. Stačilo, když se s ním stýkal. Milan Grygar hovořící o svém profesorovi Emilu Fillovi.